# 夢之蠟筆王國
《夢幻蠟筆王國》是改編自福永令三的得獎兒童文學作品《蠟筆王國》系列中的《蠟筆王國的十二個月》、《蠟筆王國的新十二個月》和《蠟筆王國席爾巴王妃花之旅》而成的電視動畫。動畫於1997年第三季在朝日電視台放映；同年亦由片岡みちる改編成漫畫後，於講談社少女漫畫雜誌《Nakayoshi》連載。

## 故事簡介
蠟筆王國的銀公主，笑容十分可愛動人的12歲女孩子，她一直憧憬著她的祖先，先代蠟筆王國女王武烈女王，並以她作為自己人生的目標。但有著12種壞習慣的她，讓蠟筆王國的變色龍總理和12色的蠟筆大臣們為著12種的壞習慣感到為難。
死神篇(第1-49集)
那樣的銀公主在12歲的誕生日開了一個盛大的生日會。此時死神突然襲擊蠟筆王國，一位神秘的少年，更將黃金國王和貓眼石皇后變成石像。為了救回父母，銀公主與守在門口的侍衛史東史東和阿拉阿查，與及十二位住在香水瓶的蔬菜精靈踏上冒險旅程，尋找消滅死神的方法：「道歉契約」以消除黃金國王和貓眼石皇后魔咒。
天使篇(第50-70集)
在與死神一戰後，蠟筆王國新到任的貓女傭普蘭誤將兩位未被封印完畢的天使──尤德古和沙加徹──放走，頑皮的他們立即為蠟筆王國帶引起混亂，普蘭與銀公主一行人再次出發，追蹤天使。

## 登場人物
銀公主
配音：德光由禾（日本）；謝佼娟（台灣）；梁少霞（香港）
有著銀色的長頭髮（漫畫為粉紅色）並綁成雙馬尾，笑容可愛的女孩子，是很多王子心目中的女神：例如飯糰王國的古拉度王子，和漢堡飽王國的菲里昂王子。
十分仰慕其祖先-武烈女王。開始認為格蘭度十分帥氣，但卻因為性格不合而常常和格蘭度吵架，是對歡喜冤家。
黃金國王和乳白皇后一向也十分寵愛她，讓她養成了十二種壞習慣：
1. 愛賴床
2. 說謊
3. 挑食
4. 貪心
5. 吝嗇、小氣
6. 不愛整理
7. 喜歡耍賴
8. 多疑、不信任別人
9. 打扮花三小時（或是更久）
10. 高調，愛炫耀
11. 朝三暮四
12. 常推卸責任

格蘭度（Cloud）
配音：葛城七穂（日本）；林美秀（台灣）；袁淑珍、鄭麗麗（代配）（香港）
格蘭斯家族的後人，出身於貴族世家。是一名無名騎士，熟悉劍道，常騎著白馬。經常被乳娘逼去相親。最怕的食物是青椒。
為了阻止死神對黃金國王施下毒手，他把黃金國王和乳白皇后變成石頭。
格蘭度多次幫助銀公主逃出困境，成為銀公主一位很重要的同伴。
雖說很常與銀公主鬥嘴，但其實心中暗戀著她。
只要收集到收拾死神的情報，格蘭度也是第一時間去告訴銀公主。只要二人合作，格蘭度就能將銀公主的頭髮，變成威力十分大的光龍。
阿拉阿查
配音：坂田修（日本）；陳宗岳（台灣）；李錦綸、郭志權（代配）（香港）
與銀公主一起旅行。好講道理、可靠、最愛攝影，能吩咐他重要的任務。警覺性高，頭腦也比較冷靜，很多時候對銀公主起了當頭棒喝的作用。
除了協助銀公主在路途中找尋用作消滅死神的「道歉契約」之外，他踏上旅程還有另一個原因，就是為了救回一手撫育他，現在變成石頭的老虎嬸嬸。
故事結尾與史東史東一同獲得伯爵的爵位。
史東史東（Stone Stone）
配音：竹內順子（日本）；林美秀（台灣）；盧素娟（香港）
外表是一隻豬，貪吃貪睡，工作的薪水有一部分都花在伙食費上。
性格和阿拉阿查相反，他不愛虛張聲勢，而且看世事也看得很有溫情，對母愛特別敏感。
故事結尾與阿拉阿查一同獲得伯爵的爵位。

### 十二蔬菜精靈（野菜の精たち）
椰菜
配音：高村めぐみ（日本）；謝佼娟（台灣）；林元春、黃麗芳（代配）（香港）
志願成為女演員的女孩子、代表的壞習慣是要用三小時打扮。
芝麻
配音：宍户留美；林元春（香港）
固執、逞強，她的確是位女孩子。語尾是「是～芝麻」、代表的壞習慣是耍賴。
茄子
配音：家富ヨウジ；黎偉明（香港）
40歲的中年上班族。總是急急忙忙抓緊。為語尾安上「～茄子」、代表的壞習慣是吝嗇、小氣。
豆腐
配音：松尾銀三；張炳強（香港）
非常喜歡洗澡的爺爺、代表的壞習慣是愛推卸責任。
番茄
配音：櫻井さひろ；黃麗芳、蔡惠萍（代配）（香港）
氣度好的家庭主婦類型、代表的壞習慣是貪心。
玉蜀黍，日譯：玉米
配音：望月祐多；蘇強文、何國星（代配）（香港）
個性裝模作樣，非常喜歡搭訕女孩子、代表的壞習慣是總是朝三暮四。
蘿蔔仔
配音：松本美和（日本）；林美秀（台灣）；袁淑珍、鄭麗麗（代配）（香港）
羞怯害羞的男孩子。總是忸忸怩怩做著、代表的壞習慣是貪睡不起床。
長蔥
配音：宮田始典；林保全（香港）
IQ300的高中生。擅長推理解迷，喜愛炫耀自誇知識好、代表的壞習慣是愛炫耀。
竹筍，日譯：山蒜水瓶
配音：赤井田良彦；招世亮（香港）
軍人的作風，很有力氣。與菠菜、長蔥三人，合稱高校三人組、代表的壞習慣是不愛整理。
菠菜
配音：小西寛子；陸惠玲（香港）
以「我是無所謂啦～」作口頭禪的輕浮的高中女生。每天看起來疲倦地活著、代表的壞習慣是多疑、不信任別人。
蓮藕
配音：ゆーり（日本）；雷碧文（台灣）；雷碧娜、黃鳳英（代配）（香港）
虛弱，會撒嬌，經常受席爾巴公主的照料、代表的壞習慣是說謊。
大頭菜嬸嬸
配音：；雷碧娜、黃鳳英（代配）（香港）
十二個精靈之中最年長的一個。最囉唆念舊的就是她、代表的壞習慣是偏食。

### 皇室成員
武烈女王
配音：莊真由美；黃鳳英（香港）
是席爾巴公主崇拜的人，蠟筆王國第三十三代女王，曾經打敗死神，不過年輕時她是有多達二十種的壞習慣。
黃金國王
配音：平田廣明；蘇強文（香港）
席爾巴公主的父親。第一集被死神變成石像。
乳白皇后，漫畫譯：珍珠王妃
配音：西原久美子；黃麗芳、林元春（代配）（香港）
席爾巴公主的母親。第一集被死神變成石像。

### 蠟筆王國的大臣
變色龍總理
配音：乃村健次；招世亮（香港）
幫助黃金國王打理蠟筆王國。一直也為席爾巴公主的壞習慣而煩惱。也經常送給公主魔法道具，協助她打敗敵人。
- 蠟筆大臣一眾

- 布芝夫人與姬拉芙女士

布芝夫人與姬拉芙女士為蠟筆王國城堡的管家，管理內裡的一切。她們也是席爾巴公主的私人教師（類似中國的太傅），教導席爾巴公主不同知識和倫理，讓其為登基做準備。

## 製作團隊
- 原作 - 福永令三（講談社「青鳥文庫」蠟筆王國系列）
- 連載 - 片岡みちる（講談社「Nakayoshi」）
- 系列構成 - 山田隆司
- 人物概念設計 - 稻上晃
- 顏色設計 - 稻上浩子
- 美術監督 - ゆきゆきえ、行信三
- 色彩設計 - 辻田邦夫
- 編輯 - 福光伸一
- 音樂 - 有澤孝紀
- 音樂製作 - STARCHILD
- 系列監督 - 佐藤順一
- 製作人 - 小竹哲（朝日放送）（第1話 - 第28話） → 株柳真司（朝日放送）（第29話 -）、堀内孝（ASATSU(第1話 - 第65話) → ASATSU-DK(第66話 -) ）、關弘美、蛭田成一（第29話 -）
- 製作擔當 - 風間厚德
- 動畫製作 - 東映動畫
- 製作 - 朝日放送、ASATSU（第1話 - 第65話） → ASATSU-DK（第66話 -）、東映

## 主題曲
片頭曲
作詞：森林檎，作曲：有澤孝紀，編曲：有澤孝紀、外山和彥，唱：德光由香、東京少年少女合唱隊
片尾曲
作詞：福永令三，作曲：杉山加奈，編曲：有澤孝紀、佐藤泰將，唱：杉山加奈、東京少年少女合唱隊

## 各話列表
- 副標題使用「○月の旅・羅馬数字」這種格式來表記。

| 話數                      | 日文標題                  | 中文標題                  | 腳本                      | （分鏡） 演出             | 作畫監督                  | 美術                      | 播放日期                  | 登場的蔬菜精靈                                  |
| 死神編（1997年 - 1998年） | 死神編（1997年 - 1998年） | 死神編（1997年 - 1998年） | 死神編（1997年 - 1998年） | 死神編（1997年 - 1998年） | 死神編（1997年 - 1998年） | 死神編（1997年 - 1998年） | 死神編（1997年 - 1998年） | 死神編（1997年 - 1998年）                       |
| ------------------------- | ------------------------- | ------------------------- | ------------------------- | ------------------------- | ------------------------- | ------------------------- | ------------------------- | ----------------------------------------------- |
| 1                         |                           | 銀公主出發啦              | 山田隆司                  | 佐藤順一                  | 青山充                    | ゆきゆきえ 行信三         | 1997年 9月7日             | -                                               |
| 2                         |                           | 九月之旅I                 | 山田隆司                  | 岡佳廣                    | 河野宏之                  | ゆきゆきえ 下川忠海       | 9月14日                   | * 12人全員                                      |
| 3                         |                           | 九月之旅II                | 山田隆司                  | 矢部秋則                  | 川村敏江                  | 行信三 井出智子           | 9月21日                   | * 山蒜 * 菠菜 * 蔥                              |
| 4                         |                           | 九月之旅III               | 山田隆司                  | 山吉康夫                  | 中嶋忠二                  | ゆきゆきえ 千田國廣       | 9月28日                   | * 豆腐 * 大頭菜嬸嬸                             |
| 5                         |                           | 十月之旅I                 | 影山由美                  | （佐藤順一） 立場良       | 伊藤智子                  | 行信三 下川忠海           | 10月5日                   | * 芝麻 * 蘿蔔仔                                 |
| 6                         |                           | 十月之旅II                | 影山由美                  | 山内重保                  | 生田目康裕                | ゆきゆきえ 井出智子       | 10月12日                  | * 椰菜 * 蓮藕 * 番茄 * 茄子                     |
| 7                         |                           | 十月之旅III               | 影山由美                  | 岩井隆央                  | 河野宏之                  | 行信三 千田國廣           | 10月19日                  | * 大頭菜嬸嬸 * 豆腐                             |
| 8                         |                           | 十月之旅IV                | 影山由美                  | 矢部秋則                  | 川村敏江                  | ゆきゆきえ 下川忠海       | 10月26日                  | * 蔥                                            |
| 9                         |                           | 十一月之旅I               | 吉田玲子                  | 岡佳廣                    | 青山充                    | 行信三 井出智子           | 11月16日                  | * 山蒜 * 蔥 * 椰菜                              |
| 10                        |                           | 十一月之旅II              | 吉田玲子                  | （佐藤順一） 廣嶋秀樹     | 稲上晃                    | ゆきゆきえ 千田國廣       | 11月23日                  | * 大頭菜嬸嬸 * 番茄 * 菠菜                      |
| 11                        |                           | 十一月之旅III             | 吉田玲子                  | 立場良                    | 伊藤智子                  | 行信三 下川忠海           | 11月30日                  | * 蘿蔔仔 * 芝麻 * 蓮藕                          |
| 12                        |                           | 十一月之旅IV              | 吉田玲子                  | 山吉康夫                  | 青山充                    | ゆきゆきえ 井出智子       | 12月7日                   | * 豆腐 * 菠菜 * 玉蜀黍                          |
| 13                        |                           | 十二月之旅I               | 吉村元希                  | （佐藤順一） 廣嶋秀樹     | 河野宏之                  | 行信三 塩崎廣光           | 12月14日                  | * 蔥 * 茄子 * 芝麻                              |
| 14                        |                           | 十二月之旅II              | 吉村元希                  | 岩井隆央                  | 川村敏江                  | ゆきゆきえ 下川忠海       | 12月21日                  | * 玉蜀黍 * 菠菜 * 椰菜                          |
| 15                        |                           | 十二月之旅III             | 吉村元希                  | 矢部秋則                  | 生田目康裕                | ゆきゆきえ 井出智子       | 12月28日                  | * 山蒜 * 蓮藕 * 豆腐 * 大頭菜嬸嬸 * 茄子 * 椰菜 |
| 16                        |                           | 冒島之旅                  | 吉村元希                  | 立場良                    | 伊藤智子                  | ゆきゆきえ 塩崎廣光       | 1998年 1月4日             | * 芝麻 * 番茄 * 蘿蔔仔                          |
| 17                        |                           | 一月之旅I                 | 山田隆司                  | （佐藤順一） 岩井隆央     | 青山充                    | ゆきゆきえ 下川忠海       | 1月11日                   | * 蔥 * 蓮藕 * 椰菜 * 番茄                       |
| 18                        |                           | 一月之旅II                | 山田隆司                  | 岡佳廣                    | 中嶋忠二                  | ゆきゆきえ 井出智子       | 1月18日                   | * 山蒜 * 菠菜 * 芝麻 * 玉蜀黍                   |
| 19                        |                           | 一月之旅III               | 山田隆司                  | 山吉康夫                  | 川村敏江                  | ゆきゆきえ 塩崎廣光       | 1月25日                   | * 大頭菜嬸嬸 * 豆腐 * 蘿蔔仔                    |
| 20                        |                           | 二月之旅I                 | 松井亞彌                  | 矢部秋則                  | 河野宏之                  | ゆきゆきえ 下川忠海       | 2月1日                    | * 山蒜 * 蘿蔔仔 * 椰菜                          |
| 21                        |                           | 二月之旅II                | 松井亞彌                  | 立場良                    | 伊藤智子                  | ゆきゆきえ 井出智子       | 2月8日                    | * 芝麻 * 大頭菜嬸嬸 * 蓮藕 * 玉蜀黍 * 茄子      |
| 22                        |                           | 二月之旅III               | 松井亞彌                  | 岩井隆央                  | 青山充                    | ゆきゆきえ 塩崎廣光       | 2月15日                   | * 豆腐 * 菠菜 * 番茄                            |
| 23                        |                           | 二月之旅IV                | 松井亞彌                  | 岡佳廣                    | 生田目康裕                | ゆきゆきえ 下川忠海       | 2月22日                   | * 蔥                                            |
| 24                        |                           | 三月之旅I                 | 影山由美                  | 山吉康夫                  | 中嶋忠二                  | ゆきゆきえ 井出智子       | 3月1日                    | * 椰菜 * 蘿蔔仔                                 |
| 25                        |                           | 三月之旅II                | 影山由美                  | 佐藤順一                  | 川村敏江                  | ゆきゆきえ 塩崎廣光       | 3月8日                    | * 蓮藕 * 菠菜 * 玉蜀黍                          |
| 26                        |                           | 三月之旅III               | 影山由美                  | 矢部秋則                  | 河野宏之                  | ゆきゆきえ 下川忠海       | 3月15日                   | * 大頭菜嬸嬸 * 芝麻                             |
| 27                        |                           | 三月之旅IV                | 影山由美                  | 立場良                    | 伊藤智子                  | ゆきゆきえ 井出智子       | 3月22日                   | * 茄子 * 豆腐                                   |
| 28                        |                           | 三月之旅V                 | 影山由美                  | 岩井隆央                  | 青山充                    | ゆきゆきえ 下川忠海       | 3月29日                   | * 蔥 * 番茄 * 大頭菜嬸嬸 * 山蒜                 |
| 29                        |                           | 四月之旅I                 | 山田隆司                  | 岡佳廣                    | 生田目康裕                | ゆきゆきえ 井出智子       | 4月5日                    | * 蔥 * 豆腐 * 菠菜 * 蘿蔔仔 * 番茄 * 大頭菜嬸嬸 |
| 30                        |                           | 四月之旅II                | 山田隆司                  | 山吉康夫                  | 中嶋忠二                  | ゆきゆきえ 下川忠海       | 4月12日                   | * 椰菜 * 茄子 * 山蒜                            |
| 31                        |                           | 四月之旅III               | 山田隆司                  | 矢部秋則                  | 川村敏江                  | ゆきゆきえ 井出智子       | 4月19日                   | * 芝麻 * 蓮藕 * 玉蜀黍                          |
| 32                        |                           | 四月之旅IV                | 山田隆司                  | 佐藤順一                  | 河野宏之                  | ゆきゆきえ 塩崎廣光       | 4月26日                   | * 12人全員                                      |
| 33                        |                           | 五月之旅I                 | 吉田玲子                  | 立場良                    | 伊藤智子                  | ゆきゆきえ 下川忠海       | 5月3日                    | * 蔥 * 菠菜                                     |
| 34                        |                           | 五月之旅II                | 吉田玲子                  | 岩井隆央                  | 青山充                    | ゆきゆきえ 井出智子       | 5月10日                   | * 番茄 * 茄子 * 山蒜                            |
| 35                        |                           | 五月之旅III               | 吉田玲子                  | 山吉康夫                  | 生田目康裕                | ゆきゆきえ 下川忠海       | 5月17日                   | * 蘿蔔仔 * 玉蜀黍                               |
| 36                        |                           | 五月之旅IV                | 吉田玲子                  | （佐藤順一） 廣嶋秀樹     | 稲上晃                    | ゆきゆきえ 井出智子       | 5月24日                   | * 大頭菜嬸嬸 * 豆腐                             |
| 37                        |                           | 五月之旅V                 | 吉田玲子                  | 岡佳廣                    | 川村敏江                  | ゆきゆきえ 塩崎廣光       | 5月31日                   | * 蓮藕 * 椰菜 * 芝麻                            |
| 38                        |                           | 六月之旅I                 | 吉田玲子                  | 矢部秋則                  | 青山充                    | ゆきゆきえ 下川忠海       | 6月7日                    | * 大頭菜嬸嬸 * 豆腐 * 山蒜                      |
| 39                        |                           | 六月之旅II                | 吉村元希                  | （佐藤順一） 廣嶋秀樹     | 河野宏之                  | ゆきゆきえ 井出智子       | 6月14日                   | * 大頭菜嬸嬸 * 玉蜀黍 * 菠菜                    |
| 40                        |                           | 六月之旅III               | 吉村元希                  | 岩井隆央                  | 中嶋忠二                  | ゆきゆきえ 塩崎廣光       | 6月28日                   | * 蓮藕 * 椰菜 * 芝麻                            |
| 41                        |                           | 六月之旅IV                | 吉村元希                  | 山吉康夫                  | 青山充                    | ゆきゆきえ 下川忠海       | 7月5日                    | * 蓮藕 * 番茄 * 蘿蔔仔                          |
| 42                        |                           | 七月之旅I                 | 影山由美                  | 岡佳廣                    | 川村敏江                  | ゆきゆきえ 井出智子       | 7月12日                   | * 大頭菜嬸嬸 * 玉蜀黍 * 椰菜                    |
| 43                        |                           | 七月之旅II                | 影山由美                  | 矢部秋則                  | 生田目康裕                | ゆきゆきえ 塩崎廣光       | 7月19日                   | * 蓮藕 * 茄子 * 山蒜 * 豆腐                     |
| 44                        |                           | 七月之旅III               | 影山由美                  | （佐藤順一） 廣嶋秀樹     | 中嶋忠二                  | ゆきゆきえ 下川忠海       | 7月26日                   | * 蔥 * 番茄 * 蘿蔔仔                            |
| 45                        |                           | 七月之旅IV                | 影山由美                  | 山吉康夫                  | 青山充                    | ゆきゆきえ 井出智子       | 8月2日                    | * 菠菜 * 芝麻                                   |
| 46                        |                           | 八月之旅I                 | 山田隆司                  | 岡佳廣                    | 河野宏之                  | ゆきゆきえ 塩崎廣光       | 8月9日                    | * 茄子 * 山蒜 * 芝麻 * 蘿蔔仔                   |
| 47                        |                           | 八月之旅II                | 山田隆司                  | 矢部秋則                  | 中嶋忠二                  | ゆきゆきえ 下川忠海       | 8月16日                   | * 蔥 * 玉蜀黍 * 椰菜                            |
| 48                        |                           | 八月之旅III               | 山田隆司                  | （佐藤順一） 岩井隆央     | 川村敏江                  | ゆきゆきえ 井出智子       | 8月23日                   | * 12人全員                                      |
| 49                        |                           | 八月之旅IV                | 山田隆司                  | 山吉康夫                  | 青山充                    | ゆきゆきえ 塩崎廣光       | 8月30日                   | * 12人全員                                      |
| 天使編（1998年 - 1999年） |                           |                           |                           |                           |                           |                           |                           |                                                 |
| 50                        |                           | 公主的風度                | 山田隆司                  | （佐藤順一） 廣嶋秀樹     | 稲上晃                    | ゆきゆきえ 下川忠海       | 1998年 9月6日             | * 山蒜 * 玉蜀黍                                 |
| 51                        |                           | 十三月之旅I               | 吉田玲子                  | 五十嵐卓哉                | 生田目康裕                | ゆきゆきえ 井出智子       | 9月13日                   | * 椰菜 * 蓮藕                                   |
| 52                        |                           | 十三月之旅II              | 大和屋曉                  | 矢部秋則                  | 中嶋忠二                  | ゆきゆきえ 井出智子       | 9月20日                   | * 蘿蔔仔 * 蔥                                   |
| 53                        |                           | 十三月之旅III             | 吉村元希                  | 岡佳廣                    | 河野宏之                  | ゆきゆきえ 下川忠海       | 9月27日                   | * 茄子 * 菠菜                                   |
| 54                        |                           | 十四月之旅I               | 影山由美                  | 岩井隆央                  | 青山充                    | ゆきゆきえ 井出智子       | 10月4日                   | * 玉蜀黍 * 大頭菜嬸嬸                           |
| 55                        |                           | 十四月之旅II              | 山田隆司                  | （佐藤順一） 廣嶋秀樹     | 川村敏江                  | ゆきゆきえ 塩崎廣光       | 10月11日                  | -                                               |
| 56                        |                           | 十四月之旅III             | 吉田玲子                  | 山吉康夫                  | 中嶋忠二                  | ゆきゆきえ 下川忠海       | 10月18日                  | * 芝麻 * 菠菜                                   |
| 57                        |                           | 十四月之旅IV              | 大和屋曉                  | 矢部秋則                  | 生田目康裕                | ゆきゆきえ 井出智子       | 10月25日                  | * 蓮藕 * 蘿蔔仔                                 |
| 58                        |                           | 十五月之旅I               | 吉村元希                  | 岡佳廣                    | 青山充                    | ゆきゆきえ 塩崎廣光       | 11月8日                   | * 蔥 * 茄子                                     |
| 59                        |                           | 十五月之旅II              | 影山由美                  | 岩井隆央                  | 中嶋忠二                  | ゆきゆきえ 下川忠海       | 11月15日                  | * 椰菜 * 芝麻 * 菠菜                            |
| 60                        |                           | 十五月之旅III             | 山田隆司                  | 五十嵐卓哉                | 川村敏江                  | ゆきゆきえ 井出智子       | 11月22日                  | * 豆腐 * 大頭菜嬸嬸                             |
| 61                        |                           | 十五月之旅IV              | 吉田玲子                  | 山吉康夫                  | 河野宏之                  | ゆきゆきえ 塩崎廣光       | 11月29日                  | * 玉蜀黍 * 蓮藕                                 |
| 62                        |                           | 十六月之旅I               | 大和屋曉                  | 矢部秋則                  | 青山充                    | ゆきゆきえ 下川忠海       | 12月6日                   | * 大頭菜嬸嬸 * 菠菜 * 蘿蔔仔                    |
| 63                        |                           | 十六月之旅II              | 吉村元希                  | 岩井隆央                  | 中嶋忠二                  | ゆきゆきえ 井出智子       | 12月13日                  | * 番茄 * 蓮藕 * 芝麻                            |
| 64                        |                           | 十六月之旅III             | 影山由美                  | 岡佳廣                    | 川村敏江                  | ゆきゆきえ 塩崎廣光       | 12月20日                  | * 蓮藕 * 蔥 * 豆腐 * 山蒜                       |
| 65                        |                           | 十六月之旅IV              | 山田隆司                  | 山吉康夫                  | 生田目康裕                | ゆきゆきえ 下川忠海       | 12月27日                  | * 玉蜀黍 * 椰菜 * 茄子                          |
| 66                        |                           | 十七月之旅I               | 吉田玲子                  | 廣嶋秀樹                  | 青山充                    | ゆきゆきえ 井出智子       | 1999年 1月3日             | * 菠菜 * 山蒜                                   |
| 67                        |                           | 十七月之旅II              | 大和屋曉                  | 矢部秋則                  | 河野宏之                  | ゆきゆきえ 塩崎廣光       | 1月10日                   | * 椰菜 * 芝麻                                   |
| 68                        |                           | 十七月之旅III             | 吉村元希                  | 岡佳廣                    | 中嶋忠二                  | ゆきゆきえ 下川忠海       | 1月17日                   | -                                               |
| 69                        |                           | 十七月之旅IV              | 影山由美                  | （佐藤順一） 岩井隆央     | 川村敏江                  | ゆきゆきえ 井出智子       | 1月24日                   | * 大頭菜嬸嬸 * 蓮藕                             |
| 70                        |                           | 謝謝                      | 山田隆司                  | 山吉康夫                  | 稲上晃                    | ゆきゆきえ 塩崎廣光       | 1月31日                   | * 12人全員                                      |

## DVD&VHS
- VHS從1998年（平成10年）4月24日到1999年（平成11年9月3日國王唱片（STARCHILD label）年間發行販售。2005年（平成17年）9月22日發售DVD-BOX由Frontier Works製作販售。也有單獨販售單一品項。

| 卷數            | 發售日        | 收錄話數        |
| VHS             | VHS           | VHS             |
| --------------- | ------------- | --------------- |
| 第1巻 9月の旅   | 1998年4月24日 | 第1話 - 第4話   |
| 第2巻 10月の旅  | 1998年5月22日 | 第5話 - 第8話   |
| 第3巻 11月の旅  | 1998年6月26日 | 第9話 - 第12話  |
| 第4巻 12月の旅  | 1998年7月24日 | 第13話 - 第16話 |
| 第5巻 1月の旅   | 1998年9月4日  | 第17話 - 第19話 |
| 第6巻 2月の旅   | 1998年10月9日 | 第20話 - 第23話 |
| 第7巻 3月の旅   | 1998年11月6日 | 第24話 - 第28話 |
| 第8巻 4月の旅   | 1998年12月4日 | 第29話 - 第32話 |
| 第9巻 5月の旅   | 1999年1月8日  | 第33話 - 第37話 |
| 第10巻 6月の旅  | 1999年2月5日  | 第38話 - 第41話 |
| 第11巻 7月の旅  | 1999年3月5日  | 第42話 - 第45話 |
| 第12巻 8月の旅  | 1999年4月2日  | 第46話 - 第49話 |
| 第13巻 13月の旅 | 1999年5月8日  | 第50話 - 第53話 |
| 第14巻 14月の旅 | 1999年6月4日  | 第54話 - 第57話 |
| 第15巻 15月の旅 | 1999年7月2日  | 第58話 - 第61話 |
| 第16巻 16月の旅 | 1999年8月6日  | 第62話 - 第65話 |
| 第17巻 17月の旅 | 1999年9月3日  | 第66話 - 第70話 |
| DVD             |               |                 |
| DVD-BOX         | 2005年9月22日 | 全70話          |
| DVD紀念組合包   | 2015年1月28日 | 全70話          |

## 播放電視台
| 播放時間             | 播放電視台                           | 播放形式           | 対象地域       | 備註    |
| -------------------- | ------------------------------------ | ------------------ | -------------- | ------- |
| 星期日 8:30 - 9:00   | 朝日放送（製作電視台） ANN全域網23台 | スポンサードネット | 日本全国       |         |
| 星期四 16:00 - 16:30 | 山陰放送                             | スポンサードネット | 鳥取縣・島根縣 | TBS系列 |

## 相關書籍

### 漫畫
片岡みちるにより漫画化され、講談社の『なかよし』に連載された。片岡の体調不良のため連載が中止になり、こちらは死神編で終わっている。元々、天使編へと続く予定であり、『なかよし』1998年8月号では話が続く方向で描かれていたが、同年9月号で連載中止を発表。第3巻の最後も死神編で話が終わる物に差し替えられた。また、片岡にとってメジャー誌での漫画家活動の現状最後の作品となった（同人誌及びそれらの選集出版社での活動は続いている）。
1. 「夢のクレヨン王国（1）」 1998年1月、ISBN 4-06-178880-9
2. 「夢のクレヨン王国（2）」 1998年6月、ISBN 4-06-178889-2
3. 「夢のクレヨン王国（3）」 1998年12月、ISBN 4-06-178905-8

### 畫集
『稲上晃 東映アニメーションプリキュアワークス』（一迅社、2016年1月23日発売）ISBN 978-4758014786
本作品を始め、『ふたりはプリキュア/ふたりはプリキュア Max Heart』・『ふたりはプリキュア Splash Star』・『ねぎぼうずのあさたろう』といった稲上が東映動畫で関わった作品の画集。

## 緣由及影響
本作動畫的出現，根據東映動畫企劃營業部長關弘美所言，是因為先前三套以少年戀愛為題材的作品：果醬少年、近所物語和花樣男子皆帶動不到的商業效益，因而改為制作以幼童女孩為主力觀眾的動畫。因此，福永令三的原作主人公席爾巴王妃亦被改為滿有童真的十二歲席爾巴公主。本作品除了是東映動畫第一套正式以數位化制作的動畫外，亦為東映奠定於星期日早上八時半這個動畫黃金時段，播放以女童向的動畫作品為主的根基。促成其接力作小魔女Doremi、妮嘉尋親記和光之美少女系列的誔生。

## 附註
注釋
來源
1. ↑  『Animage』1998年9月号（德間書店）全国放送局別放映列表（171頁）
2. ↑  網上延遲放送有鳥取縣・島根縣、ANN電視網所在地山梨縣・富山縣・福井縣・德島縣・高知縣・佐賀縣・宮崎縣除外。

## 外部連結
- 夢之蠟筆王國東映官方網站 （页面存档备份，存于）（日語）
- 夢之蠟筆王國DVD-BOX官方網站 （页面存档备份，存于）（日語）